# Senén Suárez
Abdón Senén Suárez Hernández (Manguito, Matanzas, 30 de julio de 1922 - La Habana, 6 de octubre de 2013) de nombre artístico Senén Suárez, fue un compositor, guitarrista, arreglista y escritor cubano.

## Primeros años
Nació en Manguito, un pequeño pueblo de la provincia de Matanzas, en el seno de una familia humilde, su primer encuentro con la música fue a través de un fonógrafo que había en casa donde escuchaba grabaciones del Septeto Habanero. 
Recibió sus primeras lecciones sobre el tres cubano desde muy joven con Sabino Peñalver. A finales de la década del treinta, integró diversos grupos musicales en Matanzas.
Siendo adolescente actuaba en la Orquesta de Los Hermanos Valladares, donde en ocasiones venía Pérez Prado a reforzar la Orquesta en las fiestas pueblerinas. Ya por esta época compone sus primeras canciones.

## La Habana 1940
Se traslada a La Habana, donde para sobrevivir trabaja de técnico dental, mandadero, vendedor de frutas, y de forma autodidacta aprende a tocar la guitarra, sin olvidar el tres. Por esa época integró varias agrupaciones de pequeño formato, adjudicándose con una de estas el primer premio en un popular programa de radio "La Corte Suprema del Arte".
Más adelante, con Luisito Pla, se integra al trío "Luisito Pla y sus guaracheros" tocando el Tres por un período de tres años. Después con la presencia de Tony Tejera y Gerardo Pedroso forman el trío Caonabo y seguidamente constituye el "Conjunto Colonial" junto con el cantante Nelo Sosa y el pianista Carlos Faxa entre otros músicos. Con esta agrupación se grabaron 20 obras en la PANART, finalidad que tuvo al constituirse y después se desintegró.
Luego Senén siguió con el Trío Caonabó, pero en esta ocasión con Orlando Vallejo, Tony Tejera y algunas veces Roberto Valdés con el bajo y el trompetista puertorriqueño Celso Vega, tomando el nombre de "Quinteto Celso Vega", el cual tenía un programa en la emisora radial RCH Cadena Azul. Después de un período Celso Vega regresa a New York, mientras por su parte, Ñico Saquito propone al cuarteto crear "Los Guaracheros de Oriente", con el que hicieron más de veinte grabaciones en la RCA Víctor, estrenando obras de Ñico Saquito y Celia Romero, entre otros compositores.
Ocasionalmente Senén se une a Lusitio Plat para trabajar en Cine, Teatro y Radio. El maestro Ernesto Grenet coincide cómo público en una de sus presentaciones y les propuso integrarse a su conjunto, el cual trabajaba en Tropicana. Pero Luisito Plat y Gerardo no aceptaron ya que tenían otros medios de vida, mientras que Senén sí se incorpora al conjunto.

## Cabaret Tropicana (1948-1958)
Alterna con personalidades como Bebo Valdés, Nat King Cole y Carmen Miranda, Rita Montaner, Bola de Nieve, Libertad Lamarque, Ana Gloria y Rolando, entre otros. 
En 1950, en una gira por Venezuela conoce a Celia Cruz y entablan amistad, la afamada cantante más tarde sería intérprete de varias de sus obras. Al regresar de la gira, Ernesto Grenet le cede el conjunto tras su retiro y hacen su primera presentación en el "Rio Club", siendo reclamados enseguida a regresar a Tropicana. 
Sus inquietudes musicales y el afán de superación hace que estudie teoría, solfeo y contrapunto, estudios que le permitieron desarrollarse en su trabajo como arreglista y director. Para esta época entra en su conjunto el pianista Rubén González, y los cantantes Laíto Sureda y Orlando Vallejo.
En 1950 con el sello Puchito incluye en su primer disco como "Conjunto Senén Suárez" el tema "Guaguancó Callejero", gozando éste de una gran aceptación a nivel internacional. Alrededor de diez años se mantiene en la primera línea como orquesta de baile del Cabaret Tropicana.

## El Combo de Senén Suárez
Entre 1958 y 1959 conforma un nuevo formato y empieza a tocar la guitarra eléctrica, igualmente, actúa en los escenarios de mayor concurrencia y prestigio de la noche habanera de esos años, acompaña artistas de la talla de La Lupe, Paulina Álvarez, entre otros. 
Por esta época, muchos músicos optaban por el jazz, pero Senén siguió a su referente de entonces "Arsenio Rodríguez", aunque para ajustarse a la demanda del público incluyó entonces batería, tumbadora, piano y otro cantante, para así poder asumir mayor variedad de géneros. 
Después del triunfo de la revolución, Senén y su combo se mantienen actuando en el Salón Rojo del Capri y en La Red. Comienza Portillo Scull como cantante y entre los temas que hacen populares destaca el “Canta lo Sentimental” del autor Urbano Gómez Montiel. En 1967, participa en la exposición internacional de Canadá, cosechando gran aceptación del público, además de una prórroga en la estancia acordada inicialmente. A su regreso, desarrolla una serie de instrumentales propios y versiones de temas internacionalmente populares de la época, fusionados con ritmos cubanos y caribeños, iniciativa que tuvo tanto buena acogida, como crítica por parte de los extremistas de la época.
A su vez, Senén participa en diferentes programas de radio y televisión con asidua frecuencia. En los siguientes años el combo de Senén Suárez es incluido en varias embajadas artísticas por el mundo, llevando la música cubana a países como Canadá, Indonesia, Angola, URSS, Nicaragua, Granada y Guinea. 
Se mantiene activo musicalmente hasta el año 1988, aunque sigue siendo invitado a diferentes programas de radio y televisión como figura partícipe de la historia de la música cubana.

## Labor autoral
En su haber constan más de un centenar de obras de géneros diferentes como la guaracha, el son, el bolero y la rumba. Sus Obras han sido interpretadas por artistas de renombre internacional como Celia Cruz, Benny Moré, Laito Sureda, Oscar de León, La Orquesta Aragón, Orishas y La Sonora Matancera, entre otros.
En el año 1997 escribe el libro "Las Raíces del Son", documento investigativo sobre la historia del Septeto Habanero y junto a este la recopilación del grueso de su discografía. En los últimos años se ha dedicado a escribir una serie de artículos sobre sus vivencias publicados en una sección de música del portal de la cultura Cubana Cubarte.

## Algunas de sus composiciones
- La Sopa en Botella

- Reina rumba

- El Barracón

- Vallán Vallende

- Columbia y Guaguancó

- Ahí Na' Má

- Los Pregones de San Cristóbal

- La Esquina del Movimiento

- Soy Campesino

- Guasabeando el Rock and Roll

- Bendita Imagen

- Mi Bumbané

- Tumbao Acaramelao

- Dále Pepe

- Sandunguéate

- Eres Sensacional

## Giras
- Venezuela (1950)

- Indonesia (1963)

- Canadá (1967)

- Angola y URSS (1978)

- Nicaragua (1980 y 1984)

- Granada (1981)

- Guinea (1983)

- Colombia. II Carnaval Internacional de las Artes (2008)

## Discografía Básica
- Conjunto Colonial, Dtor: Senén Suárez, voces, Nelo Sosa, Ignacio (1946)

- Conjunto Montecarlo, Dtor: Senén Suárez, voces Orlando Vallejo, Senén y Laíto Sureda(1947)

- Conjunto Senén Suárez, voz Laíto Sureda, Senén y Raúl Fundora (1950)

- Conjunto Senén Suárez, voces Laíto Sureda, Senén y Raúl Fundora (1954)

- Conjunto Senén Suárez, voz Orlando Vallejo (1954)

- Grupo de Senén Suárez, Integrantes Tata Güines, Gustavo Tamayo, José Omero Balboa y El Pive (1958)

- Conjunto Senén Suárez, voz Portillo Scull (1960)

- Conjunto Senén Suárez, L.D Tumbao Acaramelao, voces Miguel Hernández, Laíto Sureda y Raúl Fundora, Invitado Tata Gutiérrez, recopilación de temas grabados en la década del (1950), publicados en (1963)

- Combo de Senén Suárez, L.D SON SON, voz Laíto Sureda, EGREM (1967)

- Combo de Senén Suárez (1967)

- Combo de Senén Suárez (1971-1972)

- Grupo Senén Suárez, voces Laíto Sureda y Reynaldo, flauta Joaquín Olivero (1973) (No se publicó, archivos EGREM)

- Combo de Senén Suárez (1978)

- Combo Senén Suárez, L.D Un Pequeño Lugar (1979)

- Combo Senén Suárez (1980)

- Regreso Feliz (2002)